# آندریا مید لارنس
آندریا مید لارنس (انگلیسی: Andrea Mead Lawrence; ۱۹ آوریل ۱۹۳۲ – ۳۰ مارس ۲۰۰۹) اسکی‌باز آلپاین، و سیاستمدار اهل ایالات متحده آمریکا بود.
از افتخارات وی میتوان به کسب ۲ مدال طلا در بازی‌های المپیک زمستانی ۱۹۵۲ اشاره کرد.